# Vachdat
Vachdat (rusky Вахдат, romanizace Vakhdat, tádžicky Ваҳдат, ukrajinsky Вагдат) je město v západní části Tádžikistánu na břehu řeky Kafirnigan, vzdálené 21 km východně od Dušanbe. Město se dříve nazývalo Jangi-Bazar (1927–1936), Ordžonikidzebád (1936–1993, podle Grigorije Konstantinoviče Ordžonikidze) a Kafirnigan (1993–2006). Počet obyvatel se odhaduje na 43 200 pro vlastní město a 342 700 pro město s předměstími (2020). V roce 2019 vypukla v městské věznici vzpoura, při které zemřelo 32 lidí včetně tří dozorců a vězňů, kteří byli odsouzeni za příslušnost k teroristické organizaci Islámský stát.

## Poloha
Město leží v horní části povodí řeky Kafirnigan, v blízkosti Hissarského hřbetu (jižní svahy) a pohoří Ťan-šan (severní svahy).

## Obyvatelstvo
Obyvatelstvo tvoří především Tádžikové a Uzbeci, v malém počtu také Rusové a Tataři. Vachdat se stal domovem také pro řadu afghánských uprchlíků.

## Hospodářství
Hospodářství města je utvářeno především zemědělskou činností v okolních okresech: pěstováním bavlny, obilí, zeleniny a vinařstvím a chovem skotu, přičemž hlavní průmyslovou činností ve městě je bavlnářství.

## Doprava
Mezi Vachdatem a Dušanbe vede silniční a železniční spojení. Vachdatské železniční nádraží bylo postaveno v roce 1930. Dálniční spojení vede také do Chorogu, Kulobu a Jovonu.

## Podnebí
| Vachdat – podnebí      | Vachdat – podnebí | Vachdat – podnebí | Vachdat – podnebí | Vachdat – podnebí | Vachdat – podnebí | Vachdat – podnebí | Vachdat – podnebí | Vachdat – podnebí | Vachdat – podnebí | Vachdat – podnebí | Vachdat – podnebí | Vachdat – podnebí | Vachdat – podnebí |
| Období                 | leden             | únor              | březen            | duben             | květen            | červen            | červenec          | srpen             | září              | říjen             | listopad          | prosinec          | rok               |
| ---------------------- | ----------------- | ----------------- | ----------------- | ----------------- | ----------------- | ----------------- | ----------------- | ----------------- | ----------------- | ----------------- | ----------------- | ----------------- | ----------------- |
| Průměrná teplota [°C]  | 0,9               | 2,6               | 8                 | 14,3              | 18,5              | 23,6              | 26                | 24,4              | 19,7              | 14                | 8,5               | 3,9               | 13,7              |
| Průměrné srážky [mm]   | 71,1              | 82,3              | 117,8             | 114,1             | 80,9              | 10,8              | 5,2               | 1                 | 3,3               | 36                | 49,2              | 64,4              | 636,1             |
| Zdroj: weatherbase.com |                   |                   |                   |                   |                   |                   |                   |                   |                   |                   |                   |                   |                   |